# خاویر کابررا
خاویر کابررا (انگلیسی: Javier Cabrera؛ زادهٔ ۱۸ مارس ۱۹۹۲) بازیکن فوتبال اهل اروگوئه است.
از باشگاه‌هایی که در آن بازی کرده‌است می‌توان به باشگاه فوتبال مونته‌ویدئو واندررز، باشگاه فوتبال رکریتیوو اوئلوا، و باشگاه فوتبال مونته‌ویدئو واندررز اشاره کرد.